# 中南民族大学
中南民族大学（ちゅうなんみんぞくだいがく、中国語: 中南民族大学、英語: South-Central University for Nationalities）は中華人民共和国武漢市洪山区に所在し、中南民族大学は国家民族事務委員会直属の総合大学となった。中国少数民族教育の国立高等学府として民族の高級人材養成を使命とし、中国の56民族すべてを一堂に集める。全日制学部学生の65%前後が少数民族となっている。創立以来10万余名の優れた民族の人材を世に送り出している。

## 沿革
- 1951年 武漢で中央民族学院（後に中央民族大学）中南分院として創立，孟夫唐が初代学長に就任した。
- 1952年 中南民族学院に名称変更。
- 1958年 中央民族学院武漢分院に名称変更。
- 1971年 文化大革命により停校となる。
- 1981年 中南民族学院が再開される，同時に現在の住所へと移転する。
- 2002年 現在の中南民族大学に名称変更，現任学長は李金林教授。

## 基礎データ
中南民族大学は20種類の学部があり、様々な分野についてのプログラム、例えば、科学、技術工学、農業、医学、文学、歴史、哲学、法律、経済学、教育学、経営学などについてのプログラムを提供している。7の学科において博士学位の授与権、121の学科で修士学位の授与権を所有し、また1の博士課程修了後流動ステーションを所有している。他に14の学科が省部重点学科に指定され。2013年5月現在1300人余りの教員が在籍しており、うち教授・副（准）教授が618人となっている。学校の面積は約97万平方メートル、建築面積は73万平方メートル、在校学生数は総計約25000人である。

## 中国の国立民族大学
- 中央民族大学（北京）
- 中南民族大学（武漢）
- 大連民族大学（大連）
- 西南民族大学（成都）
- 西北民族大学（蘭州）
- 北方民族大学（銀川）

## 外部サイト
- 中南民族大学公式サイト（中国語）（英語）